# 吳中書
吳中書（英語：Wu, Chung-Shu），為臺灣財務金融與經濟學家，美國西北大學經濟學博士，曾任中央研究院經濟研究所研究員、國立東華大學管理學院第四任院長、中國信託商業銀行首席經濟學家、富邦銀行首席經濟學家、美國哈佛大學經濟學系訪問學者、中華經濟研究院院長、台灣金融研訓院董事長，並獲頒國立東華大學管理學院榮譽教授，現任台灣經濟研究院董事長。